# Jean-Philippe Leguellec
Jean-Philippe Leguellec, né le 31 juillet 1985 à Kingston, Ontario, est un biathlète canadien, vainqueur d'une course en Coupe du monde.

## Biographie
Il est le meilleur spécialiste de la discipline au Canada. C'est l'un des deux canadiens francophones de l'équipe de biathlon. Marc-André Bédard est québécois et Leguellec est franco-ontarien. Il a remporté une médaille de bronze en relais lors des Championnats du monde juniors en 2005 et une en sprint en 2006.
Il a démarré en Coupe du monde en novembre 2005, il remporte sept ans plus tard au même endroit sa première et seule victoire en carrière à l'occasion d'un sprint.
Lors des Jeux olympiques de Sotchi 2014, il améliore le meilleur résultat canadien en biathlon aux Jeux olympiques avec une cinquième place lors du sprint. Ensuite lors de la poursuite, où il réussit un sans faute dans les deux premières séances de tir, il se retrouve à l'avant de la course jusqu'à ce qu'une chute le prive d'un espoir de médaille, il finit 26e.
En 2014, il annonce sa retraite sportive.
Il est récipiendaire, en 2006, de la Médaille de l'Assemblée nationale.

## Palmarès

### Jeux olympiques
| Épreuve / Édition                         | Individuel | Sprint | Poursuite | Départ en masse | Relais | Relais mixte                     |
| Jeux olympiques d'hiver de 2006 Turin     | 48e        | 59e    | -         | -               | -      | Épreuve inexistante à cette date |
| Jeux olympiques d'hiver de 2010 Vancouver | 13e        | 6e     | 11e       | 30e             | 10e    | Épreuve inexistante à cette date |
| Jeux olympiques d'hiver de 2014 Sotchi    | 35e        | 5e     | 26e       | 10e             | 7e     | -                                |

### Championnats du monde
| Épreuve / Édition                  | Individuel                       | Sprint                           | Poursuite                        | Départ en masse                  | Relais                           | Relais mixte |
| Mondiaux 2007 Anterselva           | 40e                              | 64e                              | —                                | —                                | 14e                              | 14e          |
| Mondiaux 2008 Östersund            | 71e                              | 68e                              | —                                | —                                | 21e                              | 15e          |
| Mondiaux 2009 Pyeongchang          | 51e                              | 42e                              | 46e                              | —                                | 16e                              | 16e          |
| Mondiaux 2010 Khanty-Mansiïsk      | Épreuve inexistante à cette date | Épreuve inexistante à cette date | Épreuve inexistante à cette date | Épreuve inexistante à cette date | Épreuve inexistante à cette date | 12e          |
| Mondiaux 2011 Khanty-Mansiïsk      | —                                | 46e                              | 52e                              | —                                | 13e                              | —            |
| Mondiaux 2012 Ruhpolding           | 71e                              | 14e                              | 26e                              | —                                | 13e                              | 18e          |
| Mondiaux 2013 Nové Město na Moravě | 10e                              | 36e                              | 15e                              | 22e                              | 8e                               | 15e          |

Légende :

 : première place, médaille d'or

 : deuxième place, médaille d'argent

 : troisième place, médaille de bronze

 : épreuve inexistante à cette date

— : Jean-Philippe Leguellec n'a pas participé à cette épreuve

case vide : ?

### Coupe du monde
- Meilleur classement général : 30e en 2010.
- 1 podium dont 1 victoire.

#### Détail des victoires
| Édition / Épreuve | Sprint    | Poursuite | Individuel | Mass start | Total |
| 2012-2013         | Östersund |           |            |            | 1     |
| Total             | 1         | 0         | 0          | 0          | 1     |

#### Différents classements en Coupe du monde
| Année     | Classement général final | Sprint | Poursuite | Individuel | Mass start |
| 2007-2008 | 77e                      | 66e    | 65e       | -          | -          |
| 2008-2009 | 32e                      | 39e    | 20e       | 70e        | 31e        |
| 2009-2010 | 30e                      | 41e    | 24e       | 22e        | 25e        |
| 2010-2011 | 50e                      | 45e    | 52e       | -          | 48e        |
| 2011-2012 | 37e                      | 34e    | 39e       | 17e        | 37e        |
| 2012-2013 | 35e                      | 37e    | 40e       | 38e        | 32e        |
| 2013-2014 | 52e                      | 59e    | 58e       | 16e        | -          |

### Championnats du monde junior
- Médaille de bronze du relais en 2005.
- Médaille de bronze du sprint en 2006.

### Championnats du monde jeunesse
- Médaille d'or du sprint en 2004.
- Médaille d'argent de la poursuite et du relais en 2004.